# Provinces illyriennes
1809 – 1813 (1814)
Entités précédentes :
- Empire d'Autriche :
-  Royaume de Croatie
- Empire français : 
-  République de Raguse
-  Royaume d'Italie : Dalmatie

Entités suivantes :
- Empire d'Autriche :
- Royaume d'Illyrie
-  Royaume de Dalmatie

Les Provinces illyriennes étaient composées par les territoires occupés entre 1805 et 1806 puis annexés par l'Empire français en 1809 qui regroupaient des zones de la Carinthie de l'Ouest et le Tyrol oriental, l'Istrie, Trieste et Gorizia, la Carniole, la Croatie au sud de la Save, la Dalmatie et Raguse. Elles furent reconquises par les forces de l'empire d'Autriche en 1813.

## Histoire
Les Provinces illyriennes sont fondées par le décret du 14 octobre 1809 lorsque l'empire d'Autriche, à la suite de la bataille de Wagram et du traité de Schönbrunn, cède la Haute Carinthie autour de Villach, le duché de Carniole, le littoral autrichien avec Gorizia, Trieste et l'ancienne marche d'Istrie, ainsi que la côte adriatique du royaume de Croatie à l'Empire français.
Ces territoires sont rassemblés dans les Provinces illyriennes. Leur capitale est placée à Laybach (de nos jours Ljubljana, capitale de Slovénie). Le territoire de la république de Raguse (de nos jours Dubrovnik), annexée par la France en 1808, et la Dalmatie, intégrée au royaume d'Italie depuis 1805, sont également intégrés dans les Provinces illyriennes.
La marine britannique impose un blocus de la mer Adriatique à partir du traité de Tilsit en juin 1807. Une tentative franco-italienne de prendre l'île de Vis (Lissa), détenue par les forces britanniques, échoue (bataille de Lissa, 13 mars 1811).
En août 1813, l'empire d'Autriche déclare la guerre à l'Empire français. Les troupes autrichiennes conduites par le général Franjo Tomašić (hr) prennent les Provinces illyriennes. Des troupes croates locales enrôlées par l'armée française se rallient au camp autrichien. À Dubrovnik, une insurrection expulse les Français et une administration locale est mise en place, dans l'espoir de restaurer la République de Raguse, mais la ville est occupée par les troupes autrichiennes le 20 septembre 1813. Zadar (Zara) se rend le 6 décembre 1813 après un siège de 34 jours. Kotor (Cattaro) et ses environs sont occupées en 1813 par des forces du Monténégro qui résistent jusqu'au 11 juin 1814, date à laquelle le prince du Monténégro cède le territoire à l'Empire d'Autriche après l'apparition d'une armée autrichienne. Les armées britanniques se retirent des îles de la côte dalmate en juillet 1815, après la bataille de Waterloo.
Le congrès de Vienne confirme la souveraineté autrichienne sur l'ensemble des Provinces illyriennes, quelle qu'ait pu être leur appartenance avant 1809. En 1816, un royaume d'Illyrie est instauré sur leur territoire (à l'exception de la Dalmatie). Ses districts croates sont transformés en comitats hongrois en 1822 et le royaume d'Illyrie est formellement aboli en 1849.

## Administration

### Les gouverneurs généraux
Les Provinces illyriennes étaient administrées par un « gouverneur général ». Le premier est le maréchal Marmont du 8 octobre 1809 jusqu'en janvier 1811. Le 9 avril 1811, le comte Bertrand lui succède jusqu'au 21 février 1812, suivi  du général Junot. Mais en 1813, le duc d'Abrantès (Junot) sombre dans la folie, ce qui pousse Napoléon à le faire remplacer. C'est Fouché, ex-ministre de la police générale, qui le remplace après une nouvelle disgrâce.

### Code civil et langue
L'administration impériale impose le Code civil français dans les provinces, précédemment sous administration militaire autrichienne. Un décret émancipe les juifs et abolit une loi qui leur interdisait de s'installer en Carniole. Les lois étaient promulguées en français, en italien, en allemand (en Carinthie) et en « kranje » : cette élévation d'une langue slave au rang de langue officielle, sur les instances du lettré Bartholomé Kopitar, a un impact certain sur le développement du slovène moderne.

### Départementalisation
Les provinces illyriennes sont annexées par la France, puis organisées entre 1809 et 1811 en 11 départements, comme dans tout l'Empire français, mais cette départementalisation ne fut jamais achevée. Le décret d'organisation du gouvernement des provinces du 25 décembre 1809 fait état d'« arrondissements ».
| Nom                | Chef-lieu (en italique le nom actuel) |
| ------------------ | ------------------------------------- |
| Adelsberg          | Adelsberg (Postojna)                  |
| Bouches-du-Cattaro | Cattaro (Kotor)                       |
| Croatie            | Karlstadt (Karlovac)                  |
| Dalmatie           | Zara (Zadar)                          |
| Fiume              | Fiume (Rijeka)                        |
| Gorice             | Gorice (Gorizia)                      |
| Laybach            | Laibach (Ljubljana)                   |
| Neustadt           | Neustadt (Novo Mesto)                 |
| Raguse             | Raguse (Dubrovnik)                    |
| Trieste            | Trieste                               |
| Willach            | Willach (Villach)                     |

En 1811, les provinces illyriennes furent réorganisées et divisées en quatre (Laybach, Karlstadt, Trieste, Zara), puis sept intendances comprenant des subdélégations :

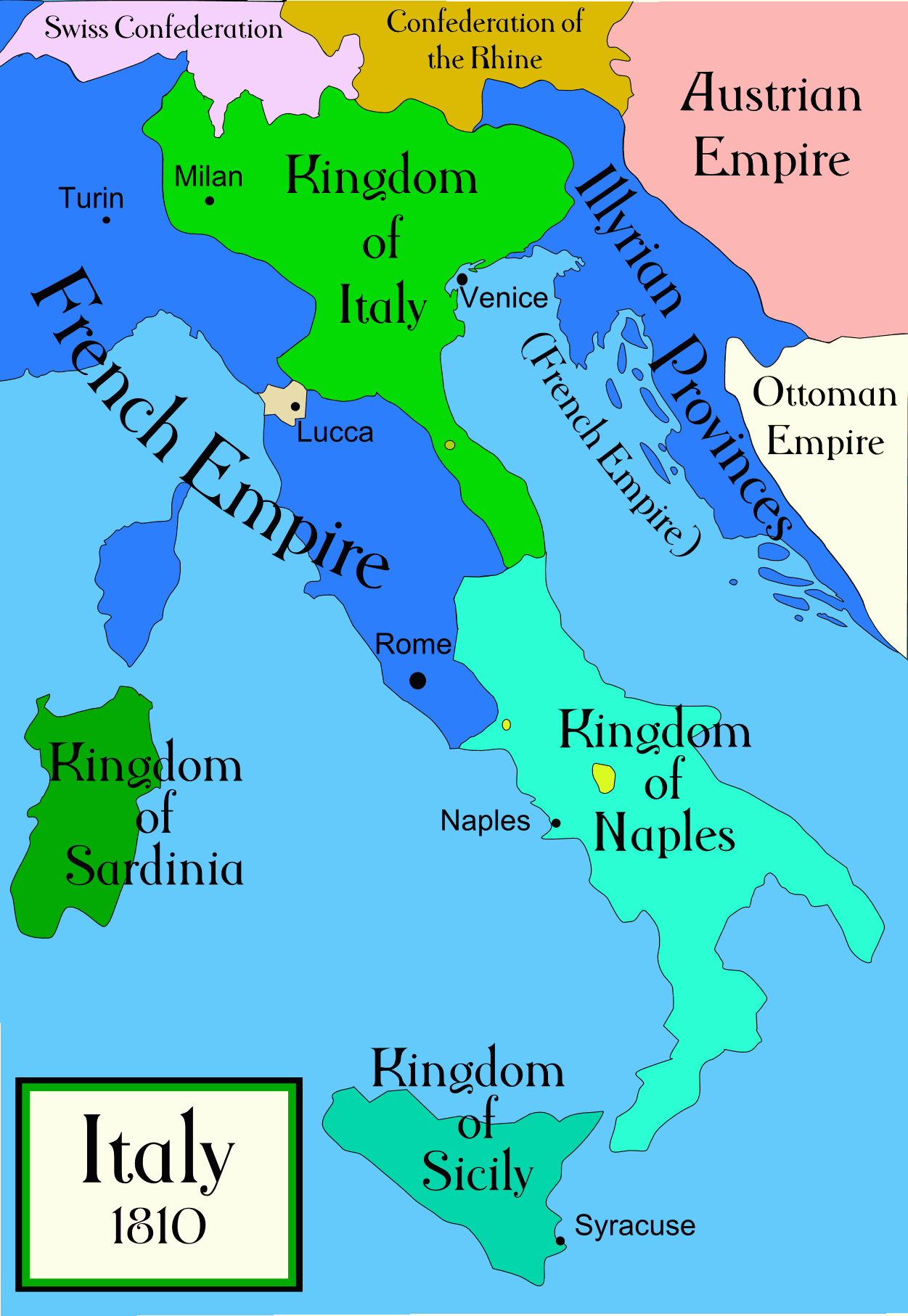
Carte de la péninsule italienne en 1810 ; les provinces illyriennes sont en bleu, sur la partie droite de la carte.

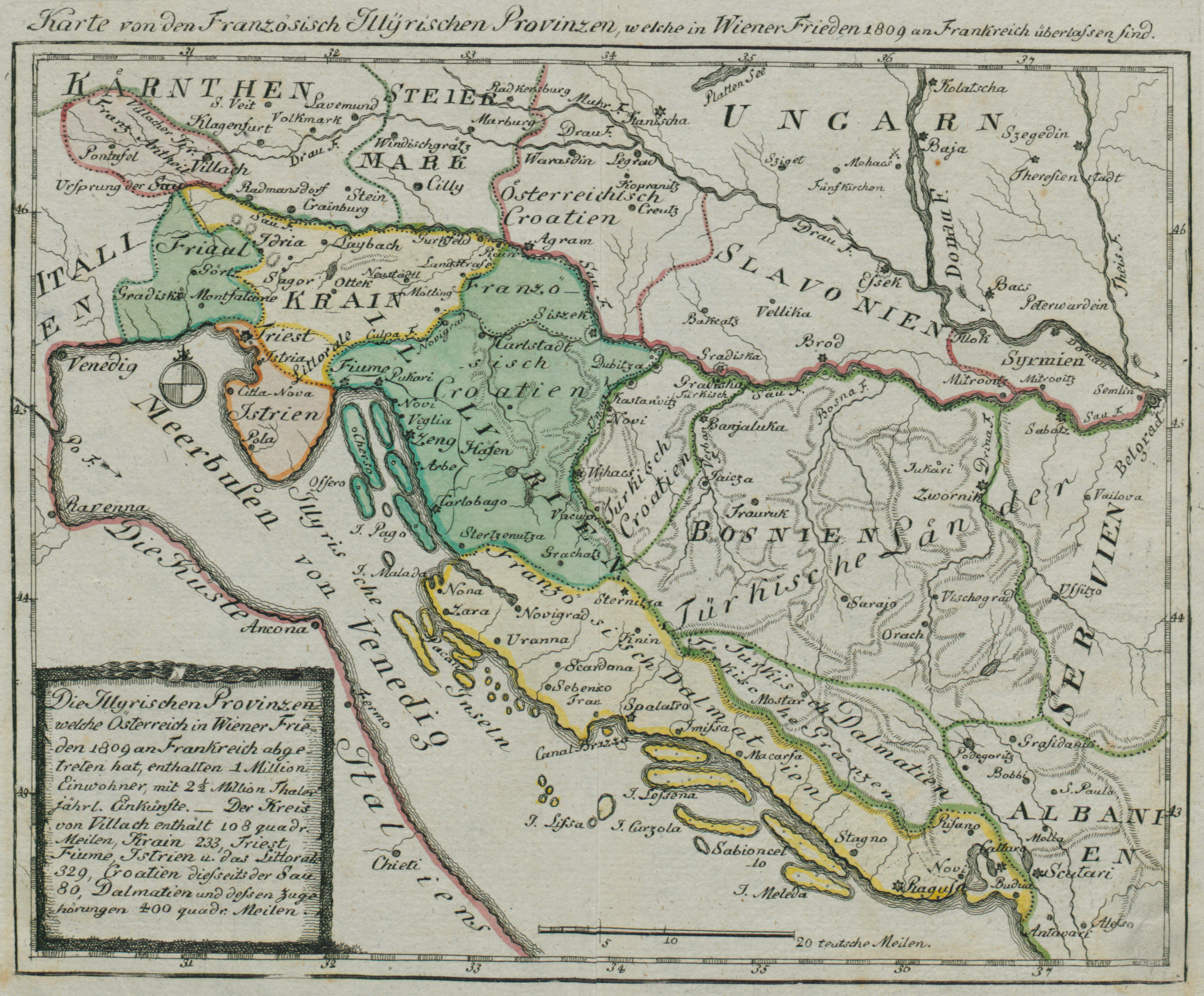
Carte en allemand de 1813 des provinces illyriennes.

| Nom               | Chef-lieu             | Subdélégations                                                   |
| ----------------- | --------------------- | ---------------------------------------------------------------- |
| Carinthie         | Willach (Villach)     | Willach Lienz                                                    |
| Carniole          | Laybach               | Adelsberg Laybach Kraimbourg Neustadt (Novomeste)                |
| Croatie civile    | Karlstadt (Karlovatz) | Karlstadt Fiume (Rieka) Lussinpiccolo (Petit-Lussin)             |
| Croatie militaire | Segna (Segne)         |                                                                  |
| Dalmatie          | Zara                  | Zara Spalato Lesina Sebenico Maccarie                            |
| Istrie            | Trieste               | Trieste Gorice (Goritz) Koper/Capodistria (Cap d'Istrie) Rovigne |
| Raguse            | Raguse (Doubrovnik)   | Raguse Cattaro Curzola (Corzola)                                 |